# Афрички куп нација 1959.
Други Афрички куп нација односно Афричко првенство у фудбалу одржан је од 22 до 29. маја 1959. године у организацији КАФ (Конфедерације Африке у фудбалу). Домаћин такмичења била је Уједињена Арапска Република. Поред домаћина Уједињене Арапске Републике учествовале су још две репрезентације: Судана и Етиопије.
Са само три екипе, промењен је систем такмичења у односу на Афрички куп нација 1957. па је куп систем промењен у једноструки лига систем (свако са сваким једну утакмицу). Репрезентација Уједињене Арапске Републике је прво победила Етиопију са 4:0, а затим Судан са 2:1. Судан је други јер је победио Етиопију, а Етиопија је трећа без победе. Овај Куп ће остати упамћен по томе што су све три репрезентације имале тренере из источне Европе. Чехословаци су тренери Етиопије и Судана, а Мађар Пал Титкош Египта.

## Резултати
| 22. мај 1959.                                       |     |          |  |
| Уједињена Арапска Република                         | 4-0 | Етиопија |  |
| Mahmoud El-Gohary 29‘, 42, 73‘ Mimi El-Sherbini 64‘ |     |          |  |

| 25. мај 1959. |     |          |  |
| Судан         | 1-0 | Етиопија |  |
| Drissa 40'    |     |          |  |

| 29. мај 1959.               |      |            |  |
| Уједињена Арапска Република | 2-1. | Судан      |  |
| Essam Baheeg 12‘, 89‘       |      | Манзул 65' |  |

## Коначан пласман
| Репрезентација              | Иг | Д | Н | И | ГД | ГП | ГР | Бод |
| --------------------------- | -- | - | - | - | -- | -- | -- | --- |
| Уједињена Арапска Република | 2  | 2 | 0 | 0 | 6  | 1  | +5 | 4   |
| Судан                       | 2  | 1 | 0 | 1 | 2  | 2  | 0  | 2   |
| Етиопија                    | 2  | 0 | 0 | 2 | 0  | 5  | -5 | 0   |

| Победник Афричког купа нација 1959.       |
| ----------------------------------------- |
| · Уједињена Арапска Република · 2. титула |

## Листа стрелаца
| 1. Mahmoud El-Gohary 3 |
| 2. Essam Baheeg 2      |
| 3. Mimi El-Sherbini 1  |
| 3. Drissa 1            |
| 3. Manzul 1            |